# Journal of Cuneiform Studies
Das Journal of Cuneiform Studies (kurz: JCS) ist eine seit 1947 bei der American Society of Overseas Research (bis 2021 American Schools of Oriental Research) jährlich erscheinende Fachzeitschrift für Altorientalistik, welche zurzeit von Piotr Michalowski herausgegeben wird. In ihr erscheinen englisch-, französisch- und deutschsprachige Artikel zu den antiken mesopotamischen und anatolischen Hochkulturen.